# 泰坦 (第二季)
美國超級英雄類型的電視劇《泰坦》第二季於2019年9月6日在DC Universe首播，2019年11月29日完結，共13集。第二季由阿奇瓦·高斯曼、傑夫·強斯和葛瑞格·貝蘭提開創，三人與莎拉·謝赫特（Sarah Schechter）以及葛瑞格·沃克（Greg Walker）共同擔當執行監製，葛瑞格·沃克同時為節目統籌。布蘭頓·思懷茲、安娜·迪奧普、蒂根·卡芙特、瑞恩·波特、克蘭·華特斯、康娜·萊斯里、敏卡·凱利、阿倫·瑞奇森、埃塞·莫拉雷斯、雀兒喜·張、約書亞·奧平（Joshua Orpin）主演。

## 演員與角色

### 主要角色
- 布蘭頓·思懷茲 飾演 理查·「迪克」·格雷森／羅賓／夜翼（Dick Grayson / Robin / Nightwing）：前馬戲表演者，在他的父母去世後，被蝙蝠俠布魯斯·韋恩收養與訓練，作為他的伙伴一起打擊犯罪。成年後是底特律警察局的偵探，他的目標是從他的導師的陰影中走出來，他也是泰坦的領袖[1]。

- 安娜·迪奧普（英语：Anna Diop） 飾演 寇莉安／寇莉·安德斯／俏嬌娃（Koriand'r / Kory Anders / Starfire）：塔瑪蘭星球的公主，一個力量強大的外星人，雖然失憶在地球上尋找記憶並與泰坦接觸[2]。

- 蒂根·卡芙特 飾演 瑞秋·羅斯／酷姬（Rachel Roth / Raven）：一個神秘卻令人同情的年輕女孩，是惡魔的女兒，她的力量受情緒驅動[3] 。卡芙特表示瑞秋與迪克的關係「更像父女關係」，因兩人都有「被拋棄的感受」[4][5]。

- 瑞恩·波特 飾演 加菲·「小加」·羅根／人皮獸（Garfield "Gar" Logan / Beast Boy）：一個具變身動物能力的青少年，該能力是治療致命疾病Sakutia的藥物的副作用。他是末日巡邏隊的前成員[6]。

- 克蘭·華特斯（英语：Curran Walters） 飾演 傑森·陶德／羅賓（Jason Todd / Robin）：蝙蝠俠的現任羅賓[7]。

- 康娜·萊斯里（英语：Conor Leslie） 飾演 唐娜·特洛伊／神力女孩（Donna Troy / Wonder Girl）：迪克的朋友，曾為神力女超人的搭檔，現在退出私刑者行列成為攝影記者[8]。

安蒂·胡比克（Andi Hubick）飾演少女時期的唐娜，艾佛黛·卓索斯（Afrodite Drossos）飾演童年時期的唐娜。
- 敏卡·凱利 飾演 棠恩·格蘭傑／白鴿（英语：Dawn Granger）：一名策略性且具防御性，體態輕盈的私刑者，與其搭檔兼男友戰鷹共同打擊犯罪[9]。

- 阿倫·瑞奇森 飾演 漢克·哈爾／戰鷹（英语：Hank Hall）：一名具侵略性、冒犯性的彪形大漢，與其搭檔兼女友白鴿共同打擊犯罪[10]。

- 埃塞·莫拉雷斯（英语：Esai Morales） 飾演 史萊德·威爾森／喪鐘（Slade Wilson / Deathstroke）：第二季引入角色，一名與泰坦過去有段恩怨的雇傭兵兼刺客[11]。

- 約書亞·奧平（Joshua Orpin） 飾演 康納·肯特／超級小子（Conner Kent / Superboy）：第二季引入角色，具有鋼鐵之軀的青少年[12]。

- 雀兒喜·張 飾演 蘿絲·威爾森／劫掠者（Rose Wilson / Ravager）：第二季引入角色，喪鐘的女兒[13]，具有超反射能力以及自癒能力。

### 常設角色
- 伊恩·格雷 飾演 布魯斯·韋恩／蝙蝠俠（Bruce Wayne / Batman）：高譚市富豪，另一身份為正義聯盟一員，保衛高譚市的私刑者蝙蝠俠。前來協助迪克與泰坦得到勝利並與迪克修補關係。[14]。蝙蝠俠在第一季由艾連·穆西（英语：Alain Moussi）及麥希姆·沙伐利亞（Maxim Savarias）兩名特技演員演出，於第二季正式引入布魯斯·韋恩[15][16][17]。

- 邁克·莫斯利 飾演 光博士／亞瑟·萊特（英语：Doctor Light (Arthur Light)）：能夠操縱光的物理學家，泰坦小隊的敵人[18]。

- 雀拉·曼 飾演 約瑟夫·威爾森／耶利哥（英语：Jericho (comics)）：喪鐘的兒子[19]。

- 娜塔莉·朱梅德（英语：Natalie Gumede） 飾演 梅西·葛雷夫斯（英语：Mercy Graves）：雷克斯·路瑟的私人助理兼保鑣[20]。

### 客串角色
- 德魯·范·阿克爾 飾演 加斯（英语：Garth (comics)）／水少俠（英语：Aqualad）：少年泰坦的創建者之一，水行俠亞瑟的助手[21]。

- 珍妮薇芙·安傑森（英语：Genevieve Angelson） 飾演 伊芙·華森博士（Dr. Eve Watson）：卡德摩斯實驗室（英语：Project Cadmus）的研究员[22]。

- 達瑪莉絲·路易斯（英语：Damaris Lewis） 飾演 寇曼德／熱情娃（英语：Blackfire (DC Comics)）：寇莉的姐姐，塔馬蘭星球現任女王。

## 集數
| 總集數 | 集數 | 標題 | 譯名        | 導演                | 編劇                                  | 上線日期       | 製作代碼  |
| --- | ---- | ---- | ----------- | ------------------- | ------------------------------------- | -------------- | --------- |
| 12 | 1    |      | 特力貢      | 卡羅爾·班克         | 阿奇瓦·高斯曼＆傑夫·強斯＆葛瑞格·沃克 | 2019年9月6日   | T13.21651 |
| 漢克和棠恩在收到瑞秋的加密訊息後前往韋恩莊園找傑森，三人接著到達小木屋處，而特力貢則允許他們、唐娜和寇莉進入屋內，然而他們與迪克一樣在特力貢控制下進入了黑暗現實，特力貢接著讓所有人轉而對付小加。特力貢在變回他的惡魔真身後殺死了安琪拉，而小加藉由讓瑞秋想起美好回憶的方式讓她從呆滯狀態下恢復，瑞秋接著將迪克從呆滯狀態中也放。瑞秋在屋外正面與她的父親對質並殺死了他，讓所有人得到解放。稍後，團隊成員們在慶祝後分道揚鑣，寇莉回到她的星球，迪克把傑森、小加與瑞秋帶去舊金山。迪克造訪他的導師布魯斯·韋恩並與其修補關係及討論新的泰坦團隊。傑森公開宣布泰坦正式回歸，使得退休的史萊德·威爾森重新動作。 |      |      |             |                     |                                       |                |           |
| 13 | 2    |      | 蘿絲        | 內森·霍普           | 理查·哈特姆                           | 2019年9月13日  | T13.21652 |
| 打敗特力貢的三個月後，迪克繼續在舊金山訓練他的團隊，而瑞秋的力量則開始出現奇怪的動作。 迪克在拯救了一名超人類女性並試圖招攬她進入泰坦，但她拒絕迪克的幫助。傑森與小加確定了該名少女的身份是史萊德的女兒蘿絲·威爾森。漢克和棠恩在懷俄明州過著退休生活，但在漢克發現棠恩秘密以白鴿身份活動後兩人起了衝突。在芝加哥，寇莉和唐娜共同打擊犯罪並逮捕了一名女性惡棍「閃耀」。棠恩、漢克與唐娜三人因為光博士逃獄並開始針對泰坦攻擊被迫與迪克重聚。寇莉遭遇一名從她的星球來的男子費迪，並遭其綁架。 |      |      |             |                     |                                       |                |           |
| 14 | 3    |      | 幽魂        | 凱文·坦查洛恩       | 湯姆·帕布斯特                         | 2019年9月20日  | T13.21653 |
| 唐娜、漢克和棠恩來到舊金山與迪克見面，並得知史萊德仍在城市中追殺蘿絲。蘿絲向迪克揭曉她因為史萊德殺死了她的哥哥耶利哥而試圖殺死史萊德。史萊德與光博士結盟對抗泰坦，他告訴光博士他計畫將泰坦較弱的成員分開藉此引誘英雄們。在光博士從泰坦始祖成員手中逃逸後，傑森說服小加一起自行搜捕光博士。傑森打敗了光博士，但遭到史萊德伏擊。同時，費迪告訴寇莉她的姐姐熱情娃命令她回到塔瑪拉星球就任成為女王。瑞秋打來告訴寇莉她失去對自己力量的控制，使寇莉把費迪囚禁在自己的太空船並動身回到她的朋友們身邊。 |      |      |             |                     |                                       |                |           |
| 15 | 4    |      | 水少俠      | 葛倫·溫特           | 傑米·戈倫伯格                         | 2019年9月27日  | T13.21654 |
| 五年前，一個任務把史萊德帶到了耶利哥與他的母親艾德琳在舊金山的藏身處。在新成員加斯的幫助下，泰坦創始成員們的抓到了光博士。加斯與唐娜對彼此具有好感，但唐娜因為計畫返回天堂島而拒絕了加斯。在兩人最後終於發生關係後，加斯從迪克那裡得知唐娜立刻就要離開。當加斯在機場出現在唐娜眼前說服她留下時，他遭到史萊德射殺。存活的泰坦們認出史萊德是殺害加斯的兇手並企圖逮住他。一週後，耶利哥與迪克交好，但渾然不知迪克企圖向他的父親復仇。 |      |      |             |                     |                                       |                |           |
| 16 | 5    |      | 喪鐘        | 尼克·戈麥茲         | 比安卡·桑斯                           | 2019年10月4日  | T13.21655 |
| 在擄走傑森後，喪鐘殺死光博士並告訴英雄們要用蘿絲來換取傑森的自由。寇莉回歸後泰坦初始成員們向她解釋現況，而小加、瑞秋跟蘿絲竊聽了他們的對話。當蘿絲發現團隊正在考慮交出她時，她企圖逃離但差點被瑞秋失控的能力殺死，但在自己的超能力作用下倖存。迪克告訴他的隊友們他們會藉著假意交出蘿絲向喪鐘發動伏擊，但卻秘密跑去一棟大樓去見喪鐘並打算用自己的命與傑森交換。喪鐘拒絕迪克的要求後，揭曉他把傑森和鷹架上的炸藥連接。寇莉來到後戰鬥開始，但她跟迪克無法阻止喪鐘啟動炸藥，使傑森墜樓。 |      |      |             |                     |                                       |                |           |
| 17 | 6    |      | 康納        | 亞歷克斯·卡利米諾斯 | 理查·哈特姆                           | 2019年10月11日 | T13.21656 |
| 在大都會，實驗體13號與小氪從卡德摩斯實驗室逃脫，並以他找到的制服名牌將自己命名為「康納」。腦海中的記憶將康納帶到萊諾·路瑟在堪薩斯州的家，隨後伊芙·華森博士與梅西·葛雷夫斯的部隊趕到並對他發動攻擊。在打敗部隊後，康納與伊芙對質，後者揭曉她從超人與雷克斯·路瑟的DNA中創造了他。伊芙帶著他前往卡德摩斯研究設施的原址，意圖讓他更了解自己還有他與他的DNA藍本們共享的特質。伊芙也警告康納不要使用自己的力量而吸引別人注意，並催促他逃亡，但康納卻在目睹傑森墜樓時無視她的警告。在拯救傑森後，康納被氪星石子彈打中，而葛雷夫斯的部隊則重新捕獲小氪。                                                           |      |      |             |                     |                                       |                |           |
| 18 | 7    |      | 布魯斯·韋恩 | 阿奇瓦·高斯曼       | 布萊恩·愛德華·希爾                    | 2019年10月18日 | T13.21657 |
| 迪克離開塔樓前去搜索喪鐘的同時遭到布魯斯的幻覺折磨。在迪克缺席的狀況下，蘿絲發現了耶利哥的紀錄與其他擺設在周遭，提醒英雄們過去痛苦記憶的物品後，懷疑泰坦與耶利哥的死有關係。傑森被其他泰坦成員控訴是擺設耶利哥相關物品的人，而迪克則發現喪鐘早已滲透進入塔樓。傑森在遭到責難且承受墜樓時的心理創傷而試圖跳樓自殺，迪克向他承認現在他們所處的狀況以及耶利哥的死是他一手造成的。伊芙在放出小氪後來到塔樓幫助康納，發現他在氪星石輻射的作用下命懸一線。當伊芙告知寇莉康納只能由太陽的能量康復後，寇莉使用她的超能力拯救了康納。                                                                               |      |      |             |                     |                                       |                |           |
| 19 | 8    |      | 耶利哥      | 托·弗雷澤           | 凱特·麥卡錫                           | 2019年10月25日 | T13.21658 |
| 2014年，泰坦利用他們與耶利哥的友誼來獲取更多喪鐘的情報。迪克在發現耶利哥具有附身他人的超能力後，無視棠恩希望耶利哥遠離戰鬥的建議並決定讓耶利哥加入泰坦。耶利哥同意加入，而迪克告訴他關於他父親的真相還有其他成員都在搜尋他父親一事。喪鐘在結束對吉莉安的暗殺後，發現泰坦與耶利哥聯繫，於是把唐娜打個半死作為要泰坦遠離兒子的警告。作為回應，迪克在喪鐘與耶利哥的私下會面中與其對質並發生戰鬥。戰鬥如喪鐘之意結束，但喪鐘卻在耶利哥自我犧牲拯救迪克時意外殺死了自己的兒子。耶利哥死後，泰坦解散。 |      |      |             |                     |                                       |                |           |
| 20 | 9    |      | 贖罪        | 鮑里斯·莫斯沃夫斯基 | 傑夫瑞·戴維·托馬斯                    | 2019年11月1日  | T13.21659 |
| 迪克向泰坦成員揭露耶利哥死亡的真相，使得除了小加之外的泰坦成員離開塔樓。小加自己照顧康納並帶他進入公開場合，但卻以康納攻擊一群警官而淒慘收場。喪鐘在迪克面前現身並宣告他們的戰鬥結束，但警告迪克若泰坦重聚，他會殺死他們全部，迪克對此作的回應是使自己被補入獄。漢克認為與棠恩在一起只會使彼此痛苦而與她分手。費迪從太空船逃出後告知寇莉他們被殺害父母奪權成為女王的熱情娃獵殺。寇莉在熱情娃控制費迪的身體並宣示要追殺她時受情勢所迫而殺死了他。 |      |      |             |                     |                                       |                |           |
| 21 | 10   |      | 墮落        | 凱文·沙利文         | 傑米·戈倫伯格                         | 2019年11月8日  | T13.21660 |
| 在被關進肯恩社區矯正機構後，迪克幫助兩名未註冊移民拉菲與路易斯在他們遭到驅逐出境前逃獄。瑞秋在使用超能力幫助丹妮從她暴力的男友手中逃脫後加入由丹妮率領的逃家少年的行列，但渾然不知她的超能力殺死了凱勒。康納被梅西在泰坦塔樓中尋獲，後者說服他與她們回到卡德摩斯來修復他的人格轉換。梅西在小加與小氪一同被帶入卡德摩斯時對小加產生興趣。唐娜在尋找瑞秋的途中發現卡德摩斯對泰坦塔樓發動攻擊的結末。 |      |      |             |                     |                                       |                |           |
| 22 | 11   |      | 埃._.科.    | 米利森特·謝爾頓     | 比安卡·桑斯                           | 2019年11月15日 | T13.21661 |
| 在迪克被隔離時，他得知耶利哥仍活在喪鐘的體內。為了重組泰坦，布魯斯將寇莉、瑞秋、唐娜與棠恩引去埃爾科餐館。在得知迪克入獄後，瑞秋與寇莉前往救助，而唐娜與棠恩前去找小加。當她們劫獄時，瑞秋與寇莉找到迪克所留下，說明耶利哥還活著的訊息。蘿絲與傑森越來越親近，他告知喪鐘她受夠了幫助他操控泰坦。梅西讓小加投入一個實驗，使得他在非自願狀況下變得暴力。 |      |      |             |                     |                                       |                |           |
| 23 | 12   |      | 冒牌戰鷹    | 拉內爾·斯托瓦爾     | 湯姆·帕布斯特                         | 2019年11月22日 | T13.21662 |
| 小加在非自願的狀況下被卡德摩斯利用，在公眾面前暴力地釋放他的超能力，而梅西則計畫對一處嘉年華進行攻擊。唐娜與棠恩在知道小加與康納遭到洗腦後計畫阻止卡德摩斯。找不到迪克的瑞秋與寇莉回到舊金山拯救小加。蘿絲向傑森坦承她曾幫助喪鐘，使得傑森與她分手。由於泰坦再度重組，喪鐘準備終結他們並打給蘿絲要她加入。艾德琳告知迪克喪鐘的計畫並請求他拯救耶利哥，而迪克獲得了一套新戰衣。在懷俄明州，漢克一邊擔任鐵籠格鬥家一邊與自己的藥癮奮鬥。 |      |      |             |                     |                                       |                |           |
| 24 | 13   |      | 夜翼        | 卡羅爾·班克         | 理查·哈特姆＆葛瑞格·沃克              | 2019年11月29日 | T13.21663 |
| 蘿絲幫助迪克對抗喪鐘並殺死了他，而耶利哥在喪鐘死時進入了蘿絲的體內。梅西為了吸引潛在買家來購買她的「超級士兵計畫」產品，讓被洗腦的康納在一個嘉年華中打倒小加，但之後遭到泰坦干預。泰坦成員們讓小加與康納從洗腦中解放並打倒了卡德摩斯，但唐娜卻為了保護平民遭到破壞的信號塔受害而挺身阻擋，最終遭電擊身亡。事情結束後，瑞秋試圖復活唐娜而與她的遺體一同前往天堂島，而迪克、寇莉、小加、漢克、棠恩、蘿絲以及康納組成了新的泰坦團隊。在某地，熱情娃到達地球並奪取了一名女性的身體。 |      |      |             |                     |                                       |                |           |

## 製作

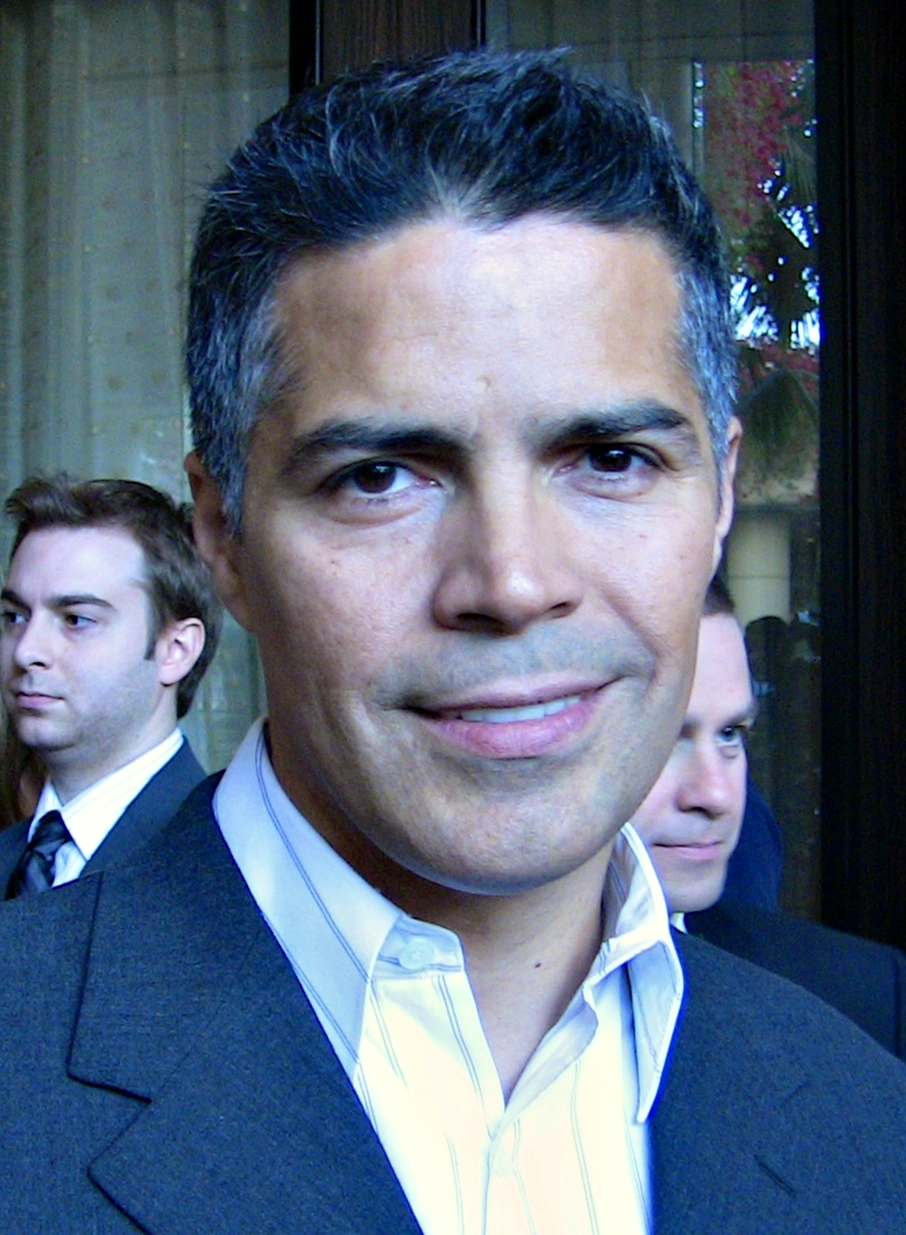
埃塞·莫拉雷斯加入第二季，出演刺客史萊德·威爾森／喪鐘

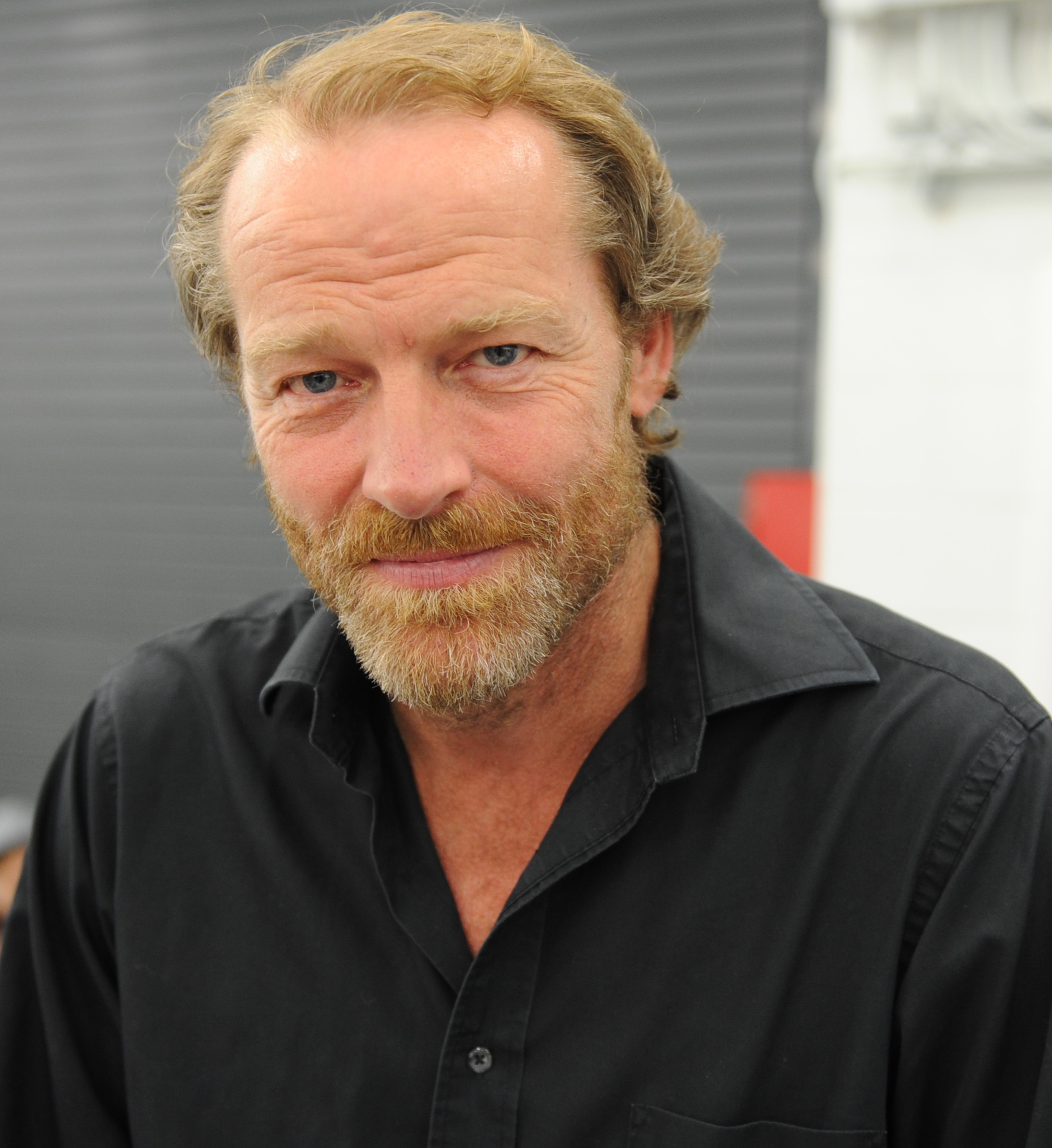
伊恩·格雷出演老年「蝙蝠俠」布魯斯·韋恩

### 開發
2018年10月，《泰坦》在劇集首播之前獲得了第二季的預訂。同月，傑夫·強斯透露全新版本的喪鐘將出現在劇集中。第二季中，葛瑞格·沃克（Greg Walker）和約翰·佛賽特成為執行監製。第一季起初計劃共有12集，2018年12月，報道稱第11集將作為第一季的季終集，第12集將作為第二季的首播集播出。約翰·福西特執導第二季首播集。

### 選角
主角布蘭頓·思懷茲、安娜·迪奧普、蒂根·卡芙特和瑞恩·波特回歸出演，阿倫·瑞奇森、敏卡·凱利、克蘭·華特斯和康娜·萊斯里在第一季中出演常設角色，他們在第二季被提升為主演。
2019年3月，埃塞·莫拉雷斯將出演第二季，飾演常規角色「喪鐘」史萊德·威爾森。隨後，雀拉·曼（Chella Man）和切爾西·張（Chelsea Zhang）分別出演喪鐘的兒女約瑟夫·威爾森和羅絲·威爾森。2019年4月11日，伊恩·格雷確認出演「蝙蝠俠」布魯斯·韋恩，該角色在第一季中，由艾連·穆西以特技演員身份出演。6月，娜塔莉·朱梅德加入劇組，出演雷克斯·路瑟的私人助理兼保鑣梅西·葛雷夫斯，德魯·范·阿克爾出演「水少俠」加斯。7月，吉納維芙·安吉爾森加入劇組，出演卡德摩斯實驗室的研究员。8月，邁克·莫斯利確認出演「光博士」亞瑟·萊特。

### 拍攝
第二季於2019年4月2日開機拍攝，9月20日殺青。

## 迴響
《泰坦》第二季在爛番茄上獲得了81%的新鮮度，6.97/10分（21位劇評人）。

## 影碟發行
| 《泰坦》第二季 |          |              |              |               |               |               |               |
| 影碟詳情       |          |              |              |               |               |               |               |
| - 13集／3碟裝  |          |              |              |               |               |               |               |
| DVD            | DVD      | 區域1        | 區域1        | 區域2         | 區域2         | 區域4         | 區域4         |
| 發行日期       | 發行日期 | 2020年3月3日 | 2020年3月3日 | 2021年1月11日 | 2021年1月11日 | 2021年1月13日 | 2021年1月13日 |
| 藍光影碟       | 藍光影碟 | A區          | A區          | A區           | B區           | B區           | B區           |
| 發行日期       | 發行日期 | 2020年3月3日 | 2020年3月3日 | 2020年3月3日  | 2021年1月11日 | 2021年1月11日 | 2021年1月11日 |

## 資料來源
1. ↑  Petski, Denise. . Deadline Hollywood. 2017-12-01  [2017-12-04]. （原始内容存档于2018-06-30） （英语）.
2. ↑  Andreeva, Nellie. . Deadline Hollywood. 2017-08-03  [2018-12-19]. （原始内容存档于2019-03-26） （英语）.
3. ↑  . DC Comics Blog. 2018-06-28  [2018-07-01]. （原始内容存档于2019-01-23） （英语）.
4. ↑  Agard, Chancellor. . Entertainment Weekly. 2018-09-13  [2018-09-14]. （原始内容存档于2019-03-27） （英语）.
5. ↑  Andreeva, Nellie. . Deadline Hollywood. 2017-08-03  [2018-12-19]. （原始内容存档于2017-10-08） （英语）.
6. ↑  Andreeva, Nellie. . Deadline Hollywood. 2017-10-18  [2018-12-19]. （原始内容存档于2017-10-20） （英语）.
7. ↑  Prudom, Laura. . IGN. 2018-09-13  [2018-12-19]. （原始内容存档于2019-02-16） （英语）.
8. ↑  Ridgely, Charlie. . Comicbook.com. 2018-06-12  [2018-12-19]. （原始内容存档于2018-12-13） （英语）.
9. ↑  Andreeva, Nellie. . Deadline Hollywood. 2017-09-07  [2018-12-19]. （原始内容存档于2018-09-23） （英语）.
10. ↑  Andreeva, Nellie. . Deadline Hollywood. 2017-09-07  [2018-12-19]. （原始内容存档于2018-10-27） （英语）.
11. 1 2  Boucher, Geoff. . Deadline Hollywood. 2019-03-13  [2019-03-13]. （原始内容存档于2019-03-15） （美国英语）.
12. ↑  Burlingame, Russ. . Comicbook.com. 2019-02-27  [2019-02-27]. （原始内容存档于2019-02-27） （美国英语）.
13. 1 2  Robles, Mario-Francisco. . Revenge of the Fans. 2019-03-19  [2019-03-20]. （原始内容存档于2019-03-21） （美国英语）.
14. 1 2  Boucher, Geoff. . Deadline Hollywood. 2019-04-11  [2019-04-11] （美国英语）.
15. ↑  Estorari, Daniel. . 2018-12-14  [2018-12-19]. （原始内容存档于2018-12-17） –torredavigilancia.com （西班牙语）.
16. ↑  Stauffer, Derek. . Screen Rant. 2018-12-20  [2018-12-21]. （原始内容存档于2018-12-20） （美国英语）.
17. ↑  Estorari, Daniel. . 2018-12-14  [2018-12-17]. （原始内容存档于2018-12-17） –torredavigilancia.com （西班牙语）.
18. 1 2  Ridgely, Charlie. . Comicbook.com. 2019-08-19  [2019-08-19]. （原始内容存档于2019-08-19） （美国英语）.
19. 1 2  Boucher, Geoff. . Deadline Hollywood. 2019-03-19  [2019-03-19]. （原始内容存档于2019-03-20） （美国英语）.
20. 1 2  Webb Mitovich, Matt. . TVline. 2019-06-13  [2019-06-14]. （原始内容存档于2019-06-12） （美国英语）.
21. 1 2  Burlingame, Russ. . Comicbook.com. 2019-06-14  [2019-06-20]. （原始内容存档于2019-06-17） （美国英语）.
22. 1 2  Boucher, Geoff. . Deadline. 2019-07-29  [2019-07-29]. （原始内容存档于2019-12-06） （美国英语）.
23. 1 2  . Deadline Hollywood. 2018-10-03  [2018-12-10]. （原始内容存档于2018-11-04） （英语）.
24. ↑  . Comicbook.com. 2018-10-04  [2018-12-10]. （原始内容存档于2018-12-14） （英语）.
25. ↑  Ramos, Dino-Ray. . Deadline Hollywood. 2018-08-29  [2018-12-19]. （原始内容存档于2018-08-30） （英语）.
26. ↑  Agard, Chancellor. . Entertainment Weekly. 2018-12-14  [2018-12-19]. （原始内容存档于2018-12-17） （美国英语）.
27. ↑  Pulliam-Moore, Charles. . io9. 2018-12-14  [2018-12-19]. （原始内容存档于2018-12-15） （美国英语）.
28. ↑  Bacon, Thomas. . Screen Rant. 2018-12-14  [2019-01-02]. （原始内容存档于2018-12-26） （美国英语）.
29. 1 2  Polito, Thomas. . Geeks WorldWide. 2019-03-14  [2019-03-15]. （原始内容存档于2019-03-30） （美国英语）.
30. ↑  . IATSE 873.   [2019-04-03]. （原始内容存档于2019-04-01） （美国英语）.
31. ↑  . 爛番茄.   [2020-06-17]. （原始内容存档于2020-06-13） （美国英语）.
32. ↑  .   [2020-06-15] –Amazon （美国英语）.
33. ↑  .   [22021-04-14]. （原始内容存档于2021-04-16） –Amazon （英国英语）.
34. ↑  .   [22021-04-14]. （原始内容存档于2021-04-14） –JB Hi-Fi （澳大利亚英语）.
35. ↑  .   [2020-06-15] –Amazon （美国英语）.
36. ↑  .   [22021-04-14] –Amazon （英国英语）.

## 外部連結
- 官方网站
- 《《泰坦》》各集列表 来自互联网电影数据库